# The Get Up Kids
The Get Up Kids est un groupe de rock indépendant et d'emo américain, originaire de Kansas City, dans le Missouri. Formé en 1995, le groupe joue un rôle majeur dans la scène emo, à cette période mieux connue comme la « seconde vague » d'emo. Tandis qu'ils se popularisent, ils jouent aux côtés de groupes tels que Green Day et Weezer, avant de jouer leurs propres concerts en tête d'affiche, puis en tournée au Japon et en Europe,. Ils lancent Heroes and Villains Records, une empreinte du label Vagrant Records qui distribuera des albums de The Get Up Kids, mais aussi de projets parallèles tels que The New Amsterdams et Reggie and the Full Effect.

## Biographie

### Débuts (1995–2001)

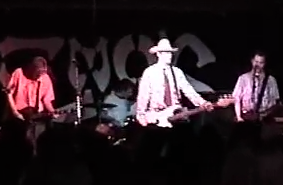
The Get Up Kids joue à l'Emo's en 1997.

La formation originale comprend Matthew Pryor (voix et guitare), Jim Suptic (guitare et voix), Rob Pope (basse) et Nathan Shay (batterie). Ce dernier, peu attiré par la vie de tournée, sera rapidement remplacé par Ryan Pope, le jeune frère de Rob. Le claviériste James Dewees apparaîtra pour la première fois en 1999 sur le second album. À l'origine, le groupe s'appelle The Suburban Get Up Kids, avant de réaliser qu'il existait plus de groupes dont le nom commençait par 'G' que par la lettre 'S'. Le groupe est formé le 14 octobre 1995 pendant l 18e anniversaire de Suptic.
Le premier album du groupe parait sur Doghouse Records en 1997. Ce premier disque emo-pop, Four Minute Mile, sera enregistré en à peine deux jours, et recevra d'excellentes critiques. The Get Up Kids annonce ensuite son départ de Doghouse Records ce qui attire l'intérêt de labels tels que Sub Pop, Geffen et Mojo Records. Le groupe décide de signer à Mojo, mais change d'avis avant la signature du contrat. Le groupe fait la rencontre de Rich Egan, fondateur du label Vagrant Records à Los Angeles. Ils les convainc de signer à Vagrant pour un budget de 50 000 $ pour leur deuxième album, et la création de leur propre label indépendant, qui deviendra Heroes and Villains Records. The Get Up Kids passera les deux années suivantes en tournée avec Jimmy Eat World, The Promise Ring et Braid, jusqu'à la parution en 1999 de Something to Write Home About, lancé au départ sur Heroes and Villains Records. Suivra une autre période d'intense tournée, où le groupe sillonnera aussi bien les États-Unis que le Canada, le Japon et l'Europe, se produisant notamment en première partie pour Weezer et Green Day, accompagnant aussi The Anniversary, Koufax, Hot Rod Circuit ou Ozma. Le groupe contribue également en 1999 une reprise de Alec Eiffel pour un disque hommage aux Pixies, Where Is My Mind?. Le guitariste Jim Suptic confirme déjà que le groupe avait refusé en 2001 l'offre que leur avait fait Blink-182, très populaire à l'époque, d'assurer les premières parties de leur tournée.
En 2001, The Get Up Kids offre une compilation, intitulée Eudora de chansons rares ou inédites, qui compte également quelques reprises, celle des Pixies mentionnée précédemment, ainsi que Beer for Breakfast (originellement de The Replacements), Suffragette City de David Bowie et Close to Me de The Cure.

### Nouveaux albums et séparation (2002–2005)
En mai 2002, le groupe étonne avec un troisième album, On A Wire, réalisé par Scott Litt (R.E.M.), s'éloignant de ses racines emo pour s'aventurer vers un son plus mature et plus folk.
Le quatrième et dernier album studio des Get Up Kids, Guilt Show, parait en mars 2004. Un an plus tard, le groupe annonce sur son site web sa dissolution, après une décennie d'existence. S'ensuit une courte tournée d'adieu, qui s'achève le 2 juillet 2005 à Kansas City. Une rétrospective live, Live at the Granada Theate], paraîtra éventuellement. Il s'agit de l'enregistrement du concert de leur dixième anniversaire, le 7 janvier 2005 à Lawrence.

### Retour etThere Are Rules(depuis 2008)

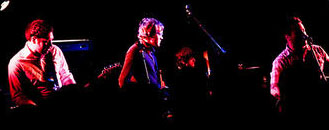
The Get Up Kids à leur concert de réunion au Record Bar de Kansas City, dans le Missouri.

En fin août et septembre 2008, pendant que Dewees tourne avec Reggie and the Full Effect, celui-ci suggère un retour de The Get Up Kids pour le dixième anniversaire de leur album Something to Write Home About,. Le retour est confirmé sur le blog officiel The Kansas City Star, et le groupe jouera au Record Bar de Kansas City le 16 novembre 2008,. D'après l'article, le groupe a pris sa décision en été, et a chargé Dewees de faire intentionnellement circuler la rumeur afin d'attirer l'intérêt des fans.
Le concert est officiellement annoncé le vendredi 14 novembre, et s'accompagne d'une réédition de l'album, puis d'une tournée,. L'édition spéciale dixième anniversaire de l'album comprend un code pour télécharger des chansons démos bonus issues de l'album original Something To Write Home About sur le site web de Vagrant Records, et un DVD. Le concert prend place le samedi 16 novembre 2008 à Kansas City. Le groupe joue son album Something To Write Home About du début à la fin.
En été 2009, ils reviennent aux studios Black Lodge pour enregistrer leurs premières chansons en cinq ans, prévoyant de publier trois EP pendant un an,. Le groupe décide finalement de publier un nouvel album studio, There Are Rules. Ils confirment qu'il ne sera pas publié à Vagrant Records mais à leur label, Quality Hill Records. L'album est produit par Ed Rose et mixé par Bob Weston. There Are Rules est publié le 25 janvier 2011, et est soutenu par une tournée avec Saves the Day.
Huit ans plus tard, Problems est sorti en 2019. La même année, le groupe annonce que James Dewees a quitté le groupe.

## Projets parallèles
Tous les membres de The Get Up Kids sont impliqués dans des projets parallèles, qui les occupent évidemment davantage depuis la séparation du quintette. Les plus connus de ces projets sont The New Amsterdams, groupe plus acoustique fondé par Matthew Pryor en 2000 et Reggie and the Full Effect, un groupe plus humoristique créé par James Dewees en 1998, juste avant de joindre The Get Up Kids. Les deux groupes se sont souvent produit dans un même concert.

## Influences
Bien que n'ayant jamais obtenu un succès commercial comparable à ces autres artistes, The Get Up Kids est cité comme source d'influence par Fall Out Boy et Dashboard Confessional[réf. souhaitée].

## Membres

### Membres actuels
- Matt Pryor – chant, guitare rythmique (1995–2005, depuis 2008)
- Jim Suptic – guitare solo, chœurs (1995–2005, depuis 2008)
- Rob Pope – basse, chœurs (1995–2005, depuis 2008)
- Ryan Pope – batterie, percussions (1996–2005, depuis 2008)

### Anciens membres
- Thomas Becker – batterie, percussions (1995)
- Nathan Shay – batterie, percussions (1996)
- James Dewees – claviers, chant (1999–2005, 2008-2019)

### Membres de tournée
- Nate Harold – basse (2010)
- Dustin Kinsey – claviers (2011)

## Discographie
- 1997 : Four Minute Mile
- 1999 : Something to Write Home About
- 2001 : Eudora
- 2002 : On a Wire
- 2004 : Guilt Show
- 2005 : Live! @ The Granada Theater
- 2010 : Simple Science
- 2011 : There Are Rules
- 2019 : Problems